# Costobar
Sauf précision contraire, les dates de cet article sont sous-entendues « avant l'ère commune » (AEC), c'est-à-dire « avant Jésus-Christ ».
Costobar est un noble iduméen au Ier siècle av. J.-C.. Lors de la montée au pouvoir d'Hérode le grand, il est gouverneur de l'Idumée et aide Hérode face à ses adversaires, notamment lors de la prise de Jérusalem en 37. Hérode le maintien à son poste de gouverneur de l'Idumée jusqu'à sa mort. Dans les années 30 av. J.-C. il devient le deuxième mari de la sœur d'Hérode le grand, Salomé. Toutefois, comme Hérode s'oppose à son divorce avec Costobar, celle-ci le dénonce auprès d'Hérode qui le fait exécuter vers 25.
Un de ses petits-fils appelé aussi Costobar est notable, car certains historiens proposent de l'identifier avec le frère ou le demi-frère de l'apôtre Paul de Tarse, dont l'autre nom est Saul (prononcer Shahul).

## Costobar, mari de Salomé, sœur d'Hérode

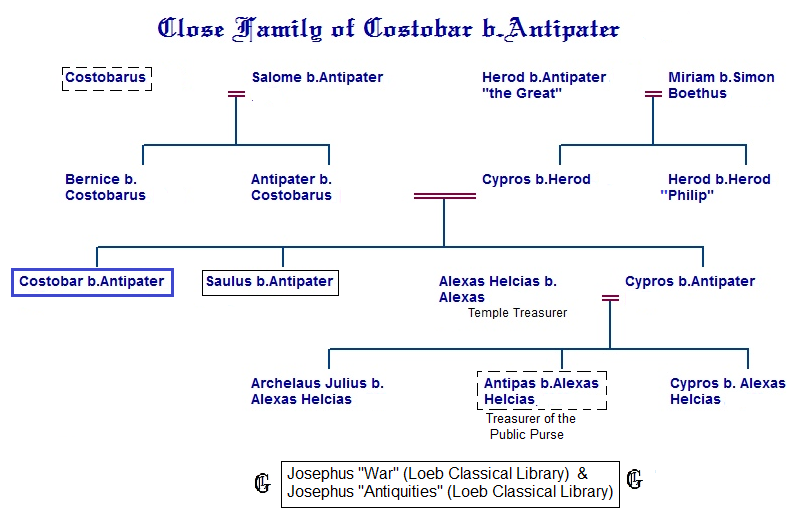
Les descendants de Costobar et de Salomé sœur d'Hérode le grand.

Lors de la montée au pouvoir d'Hérode le grand, il est gouverneur de l'Idumée et aide Hérode face à ses adversaires. Toutefois, on apprendra plus tard, que sur un point important, il n'a pas respecté les directives d'Hérode, ce qui lorsque Salomé le dénoncera entrainera son exécution immédiate.
D'après Flavius Josèphe lorsque Salomé veut se débarrasser de son premier mari Joseph, elle l'accuse d'avoir eu des relations coupables avec Mariamne l'Hasmonéenne, la femme d'Hérode. En effet, elle reprochait à Mariamne, issue de la prestigieuse dynastie hasmonéenne, de la mépriser en raison de l'origine humble de sa famille. Hérode fait donc immédiatement exécuter Joseph (dans les années 30 av. J.-C.). Salomé se remarie alors avec Costobar, avec lequel elle a une fille Bérénice qui épousera Aristobule IV, un des fils d'Hérode. Tous deux sont les parents des futurs rois Hérode Agrippa Ier, et Hérode de Chalcis, ainsi que celui d'Hérodiade que les évangiles synoptiques ont rendu célèbre. Ensemble, ils ont aussi un fils appelé Antipater, qui aura deux fils, l'un appelé lui-aussi Costobar, l'autre appelé Saül (Saul), dont certains historiens estiment qu'il pourrait s'agir de l'apôtre Paul de Tarse.

### Ambitions politiques de Costobar
Selon Flavius Josèphe, « Costobar appartenait à une famille de l'Idumée : il était des premiers en dignité dans ce pays, et ses ancêtres avaient été prêtres de Koze (Κωζαι) ( Qôs), que les Iduméens adoraient comme un dieu. Hyrcan (Ier) changea la forme du gouvernement des Iduméens, pour leur donner les coutumes et les lois des Juifs. » Après la conquête de l'Idumée vers -108-107, Hyrcan Ier a en effet contraint les Iduméens à la circoncision ; une forme de judaïsation,. « Par attachement au sol natal, ils acceptèrent de se circoncire et de conformer leur genre de vie à celui des Juifs. C'est à partir de cette époque qu'ils ont été des Juifs véritables ».
Costobar « exalté par son bonheur » d'être gouverneur de l'Idumée et le mari de la sœur d'Hérode, « en vint petit à petit à juger indigne de lui d'obéir aux ordres qu'il recevait d’Hérode, indigne des Iduméens d'avoir changé leurs institutions contre celles des Juifs pour vivre sous la dépendance de ceux-ci. Il envoya donc un message à Cléopâtre, pour lui dire que l'Idumée avait toujours appartenu aux ancêtres de cette reine, qu'il était donc juste qu'elle demandât ce territoire à Marc Antoine ; lui-même était prêt à reporter sur la reine tout son dévouement. S'il agissait ainsi, ce n'était pas qu'il fût plus désireux de se trouver sous la dépendance de Cléopâtre ; mais il pensait qu'une fois Hérode privé de la plus grande partie de ses ressources, il lui deviendrait facile de s'emparer lui-même du pouvoir sur les Iduméens, et d'arriver aux plus hautes destinées : il ne mettait, en effet, nulle borne à ses ambitions, ayant un soutien sérieux dans la noblesse de sa race et les richesses qu'il avait amassées avec une patiente avarice ; enfin, il ne voulait que de vastes projets. Cléopâtre demanda le territoire à Antoine, mais elle éprouva un refus. Hérode, informé de cette intrigue, fut sur le point de faire mourir Costobar ; toutefois à la prière de sa sœur et de sa mère, il le relâcha et lui pardonna, mais sans désormais se confier à lui. »

### Complots, dénonciations, exécutions
Salomé l'épouse de Costobar et sœur du roi Hérode monte un complot avec l'aide d'un échanson royal qui accuse Mariamne l'Hasmonéenne, la femme d'Hérode le Grand d'avoir tenté de l'empoisonner. Malgré son amour pour Mariamne, Hérode cède à la colère et fait cette fois exécuter sa femme (en 29). Selon Flavius Josèphe, il regrettera ce geste à plusieurs reprises par la suite, oubliant même parfois que Mariamne était morte et demandant à ses serviteurs de la faire venir.
Les assassinats politiques se succèdent, c'est d'abord Alexandra, la mère de Mariamne l'Hasmonéenne qui est exécutée en 28. Puis une série de proches d'Hérode, accusés à tort ou à raison, de complot dont Sohaemos. Toutes ces condamnations reposent sur des accusations de Salomé.

### Salomé se débarrasse de Costobar
Pour une raison inconnue, Salomé veut divorcer d'avec Costobar mais Hérode s'y oppose pour respecter les traditions juives. Elle le dénonce alors auprès d'Hérode. Elle aurait appris que Costobar complotait contre Hérode avec Lysimachos, Antipater Gadias et Dosithéos. Comme preuve de ce complot, elle révèle que lors de la prise de Jérusalem en 37 av. J.-C., alors que Costobar avait été chargé de verrouiller les sorties de la ville, en dépit des instructions d'Hérode il avait non seulement laissé sortir les « fils de Babas » (ou les « fils de Sabbas ») — « de la race d'Hyrcan » donc liés aux Hasmonéens et qui s'étaient opposés à Hérode jusqu'au bout — mais en plus il leur avait emménagé un lieu d'exil à peu de distance de Jérusalem, mais sur le territoire de l'Idumée dont il était gouverneur. Apprenant cela, Hérode fait exécuter Costobar et surprend les « fils de Babas » dans les fermes où ils vivaient depuis douze ans et les fait tous assassiner.
Selon Israel Ronen, qui tente d'analyser la société iduméenne sous Hérode le Grand, Costobar en rupture avec Hérode aurait cherché à réinstaurer le culte du dieu national édomite Qôs et à gouverner une Idumée indépendante de la Judée en s'appuyant sur l'Égypte lagide et sa reine Cléopâtre VII. Pour lui, Costobar n'aurait pas mis fin à ses ambitions, même après la mort de Marc Antoine et de Cléopâtre (31), c'est ce qui expliquerait son exécution quelques années plus tard.